# Žygimantas Skučas
Žygimantas Skučas, né le 18 mars 1992, à Kaunas, en Lituanie, est un joueur de basket-ball lituanien. Il évolue aux postes d'ailier et d'ailier fort.

## Palmarès
- Champion d'Europe -20 ans 2012
- Champion du monde -19 ans 2011
- Champion d'Europe -18 ans 2010
- Champion d'Europe -16 ans 2008